# Datnioides
Datnioides — рід окунеподібних риб, що належить до монотипової родини Datnioididae підряду Окуневидні (Percoidei). Включає 5 видів.

## Таксономія
Вважається, що ця родина пов'язана з лоботовими (Lobotidae), хоча немає достатньо доказів, щодо цього. Обидві родини мають унікальний режим заміни зубів, схожість якого може бути синапоморфією.

## Поширення
Вид поширений у прісних та солонуватих водах Південної та Південно-Східної Азії і Нової Гвінеї.

## Опис
Хижі риби завдовжки 30-45 см. Живляться дрібною рибою. Спинний та анальний плавці видаються далеко назад, створюючи враження трьої хвостових плавців.

## Види
- Datnioides campbelli Whitley, 1939
- Datnioides microlepis Bleeker, 1854
- Datnioides polota (F. Hamilton, 1822)
- Datnioides pulcher (Kottelat, 1998)
- Datnioides undecimradiatus (T. R. Roberts & Kottelat, 1994)